# Franz de Paula Tomicich
Franz de Paula Tomicich (* 4. April 1729; † nach 1785) war ein österreichischer Theologe. Franz de Paula ist sein Vorname.
Tomicich studierte Philosophie und Theologie und promovierte in beiden Fächern. Er war Professor für kanonisches Recht an der Universität Graz und 1778 bis 1783 als Nachfolger von Richard Tecker Direktor der Universitätsbibliothek Graz. 1784 bis 1785 war er Rektor des Lyzeums, in das die Universität Graz 1782 umgewandelt wurde. Er war ein entschiedener Befürworter der Reformen Kaisers Josef II. im kirchlichen Bereich.

## Werke
- Dissertatio critica de cathedra romana Petri. 1760.
- Breves notitiae ad rectam animarum directionem. Versio.
- Dissertatio perutilis Francisci a Puteo cum notis. Versio. 1767
- De fontibus theologicae jure ecclesiastico quoad jus particulare Austriae. 1773
- Synopsis doctrinae quoad jus germanicum Germaniae proprium. 1774